# 鬼宿二
鬼宿二（Eta Cancri，拉丁化的名稱是η Cancri）是位於黃道帶星座巨蟹座中一顆橙色色調的單星。它是一顆微弱的恆星，視星等為5.34，肉眼仍然可見。年周視差偏移為10.93 mas， 從地球上看，與太陽的距離估計為155光年。它正在以+22km/s的徑向速度遠離。
從鬼宿二的恆星分類為K3III，估計其年齡為39億歲，且它已經離開主序帶，演化成為巨星。光譜顯示不尋常的強氰化物吸收線。它擁有1.5太陽質量，並且已經膨脹至17太陽半徑。它的光球層以4,415K的有效溫度 ，輻射87倍的太陽光度。
在中國天文學，鬼是一個星群，包括鬼宿一（巨蟹座θ）、鬼宿二（巨蟹座η）、鬼宿三（巨蟹座γ）、和鬼宿四（巨蟹座δ） 巨蟹座η是鬼的第二顆恆星，這是按照從東向西的順序，以巨蟹座θ為鬼宿一，依序命名的。